# Aleksej Maksimovič Smirnov
Aleksej Maksimovič Smirnov (Октябрюхов и Декабрюхов) (30 marzo 1890 – Leningrado, 5 gennaio 1942) è stato un regista cinematografico russo.

## Filmografia (parziale)

### Regista
- Oktjabrjuchov i Dekabrjuchov (1928)[1][2][3]